# Горобець Руслан Борисович
Руслан Борисович Горобець (19 червня 1956, Боярка, Київська область — 25 квітня 2014, Боярка, Київська область) — радянський, український та російський співак, композитор, аранжувальник. З 1983 по 1996 рік був солістом-інструменталістом (клавішником) та керівником гурту «Рецитал», який акомпанував Аллі Пугачовій на сольних концертах. Заслужений артист Росії (1994).

## Освіта
- Закінчив спеціальну десятирічну школу при Національній музичній академії ім. П. І. Чайковського.
- Закінчив Київське музичне училище ім. Глієра за класом хорового диригування.
- Закінчив композиторський факультет Краснодарської академії мистецтв[1].

## Біографія
Грав у музичних колективах: «Еней», «Граймо», «Крок», «Чарівні гітари», «Червоні маки», «Карнавал», «Рецитал». На його музику справляла враження творчість Л. В. Бетховена, П. І. Чайковського, Стіві Вандера, Стінга. Руслан Борисович співпрацював з естонським співаком Яаком Йоалою.
Із 1983 року за запрошенням Алли Пугачової починає працювати в гурті «Рецитал», де у підсумку пропрацює протягом 14 років. Працюючи з співачкою, він був дирижером й аранжувальником музичної програми «Прийшла та говорю», брав участь в її численних рос. «Рождественских встречах».
Як композитор співпрацював із такими поетами, як Михайло Танич та Павло Жагун. Пісні Руслана Горобця виконували Алла Пугачова, Валерій Леонтьєв, Олексій Глизін, Олександр Барикін, Анне Вєскі, Михайло Боярський, Олександр Кальянов та багато інших артистів. Особливу популярність Горобцю принесли пісні на вірші Михайла Танича у виконанні Лариси Доліної, з якою він у 1997 році записав альбом рос. «Погода в доме».
Член Союзу московських композиторів.
Помер у Боярці 25 квітня 2014 року у віці 58 років, імовірно, через відірваний тромб.

## Нагороди
- почесне звання «Заслужений артист Росії» (12 січня 1994 року) — за заслуги в галузі мистецтва[3].
- почесне звання «Заслужений діяч мистецтв Росії» (8 лютого 2008 року) — за заслуги в галузі мистецтва[4].

## Вибрані пісні
- «Аэропорт» (слова Михайла Танича), виконує Олександр Барикін
- «Дарю тебе Москву» (1997) (слова Михайла Танича), виконує Лариса Доліна
- «Обижаюсь» (1997) (слова Михайла Танича), виконує Лариса Доліна
- «Марадона» (слова Михайла Танича), виконує Анне Вєскі
- «Разгуляй» (слова Михайла Танича), виконує Ольга Зарубіна
- «Погода в доме» (1996) (слова Михайла Танича), виконує Лариса Доліна
- «Гитара» (слова Іллі Рєзника), виконує Алла Пугачова
- «Падает снег» (слова Павла Жагуна), виконує Михайло Боярський

- «Ты меня не забывай» (1998) (слова Павла Жагуна), виконує Валерій Леонтьєв
- «Бездомная любовь» (1999) (слова Миколи Денисова), виконує Валерій Леонтьєв
- «Серебряная музыка» (1999) (слова Павла Жагуна), виконує Валерій Леонтьєв
- «Время мчится» (слова Павла Жагуна), виконує Яак Йоала
- «Разберемся» (слова Михайла Танича), виконує Яак Йоала
- «Небо с овчинку» (слова Симона Осіашвілі), виконує Олександр Кальянов
- «Непоседа» (слова Михайла Файбушевича), виконує Руслан Горобець

## Список пісень гуртуЛесоповал, музику до яких написав Руслан Горобець
- «Голубика»
- «Кормилец»
- «Первое солнышко марта»
- «Годы»
- «Метеорит»
- «Я понимаю»
- «Недотроги»
- «Дуралей»
- «Площадь Трубная»
- «Твист»
- «Свобода, блин!»
- «Сто двадцать прописью»
- «Прорвусь!»